# Juegos Mundiales Militares de 2011
Los V Juegos Mundiales Militares fueron la quinta edición de los Juegos Mundiales Militares, y se celebraronn en Brasil, en Río de Janeiro del 16 al 24 de julio de 2011.

## Deportes
Son 20 los deportes en programa, divididos en 36 disciplinas.
- Atletismo y Maratón
- Baloncesto
- Boxeo
- Esgrima
- Fútbol
- Equitación
- Judo
- Natación
- Orientación
- Paracaidismo
- Pentatlón aeronáutico
- Pentatlón militar
- Pentatlón moderno
- Pentatlón naval
- Taekwondo
- Triatlón
- Tiro
- Vela
- Voleibol
- Voleibol de playa

## Calendario
| ● | Ceremonia de apertura | ● | Competiciones | ● | Finales | ● | Ceremonia de clausura |

| Julio                                              | 15 | 16 | 17 | 18 | 19 | 20 | 21 | 22 | 23   | 24 |
| -------------------------------------------------- | -- | -- | -- | -- | -- | -- | -- | -- | ---- | -- |
| Ceremonias                                         |    | ●  |    |    |    |    |    |    |      | ●  |
| Atletismo y Maratón                                |    |    | F  |    | C  | C  | C  | C  | C    |    |
| Boxeo                                              |    |    |    | C  | C  | C  | C  | SF | F    |    |
| Baloncesto                                         |    |    | C  | C  | C  | C  | C  | C  | SF   | F  |
| Esgrima                                            |    |    |    | C  | C  | C  | C  | C  | C    |    |
| Fútbol                                             | C  | C  | C  | C  | C  | SF | SF | F  | F    |    |
| Equitación                                         |    |    |    |    | C  |    | C  | C  | c    | F  |
| Judo                                               |    |    |    | C  | C  |    | C  | C  | C    |    |
| Natación                                           |    |    | C  | C  | C  | C  | C  |    |      |    |
| Orientación                                        |    |    |    | C  | C  | C  |    | C  |      |    |
| Paracaidismo                                       |    |    | C  | C  | C  | C  | C  | C  | C    |    |
| Pentatlón aeronáutico                              |    |    | C  | C  | C  | C  | C  |    |      |    |
| Pentatlón militar                                  |    |    | C  | C  | C  | C  | C  |    | C    |    |
| Pentatlón moderno                                  |    |    |    |    |    | C  | C  | C  | C    |    |
| Pentatlón naval                                    |    |    |    | C  | C  | C  | C  |    |      |    |
| Taekwondo                                          |    |    |    | C  | C  | C  | C  |    |      |    |
| Triatlón                                           |    |    |    |    |    |    |    |    |      | F  |
| Tiro                                               |    |    |    |    | C  | C  | C  | C  | C    |    |
| Vela                                               |    |    |    | C  | C  | C  | C  | C  |      |    |
| Voleibol                                           |    |    | C  | C  | C  | C  | C  | SF | SF/F | F  |
| Voleibol de playa                                  |    |    | C  | C  | C  | C  | C  | C  | SF   | F  |
| C = Competiciones - SF = Semifinales - F = Finales |    |    |    |    |    |    |    |    |      |    |

## Países participantes
- Afganistán
- Albania
- Alemania
- Angola
- Arabia Saudita
- Argelia
- Argentina
- Austria
- Azerbaiyán
- Bangladés
- Barbados
- Baréin
- Bélgica
- Benín
- Bielorrusia
- Bosnia y Herzegovina
- Botsuana
- Brasil
- Bulgaria
- Burkina Faso
- Burundi
- Cabo Verde
- Camerún
- Canadá
- Catar
- Chad
- Chile
- China
- Chipre
- Colombia
- Corea del Norte
- Corea del Sur
- Costa de Marfil
- Croacia
- Dinamarca
- Ecuador
- Egipto
- Emiratos Árabes Unidos
- Eritrea
- Eslovaquia
- Eslovenia
- España
- Estados Unidos
- Estonia
- Finlandia
- Francia
- Gabón
- Gambia
- Grecia
- Guinea
- Guinea-Bisáu
- Hungría
- India
- Indonesia
- Irán
- Irlanda
- Italia
- Jamaica
- Jordania
- Kazajistán
- Kenia
- Kuwait
- Lesoto
- Letonia
- Líbano
- Lituania
- Luxemburgo
- Mali
- Malta
- Marruecos
- Mauritania
- Montenegro
- Níger
- Nigeria
- Noruega
- Omán
- Países Bajos
- Pakistán
- Paraguay
- Perú
- Polonia
- Portugal
- República Checa
- Macedonia del Norte
- República del Congo
- República Dominicana
- Rumania
- Senegal
- Serbia
- Siria
- Sri Lanka
- Sudáfrica
- Suecia
- Suiza
- Surinam
- Tanzania
- Togo
- Trinidad y Tobago
- Túnez
- Turquía
- Ucrania
- Uganda
- Uruguay
- Uzbekistán
- Venezuela
- Vietnam
- Yemen
- Zambia
- Zimbabue

## Medallero
Las naciones por el número de medallas de oro se enumeran abajo. El país anfitrión, Brasil, está destacado.
     País anfitrión (Brasil)
| Núm.  | País                 | Oro | Plata | Bronce | Total |
| ----- | -------------------- | --- | ----- | ------ | ----- |
| 1     | Brasil               | 45  | 33    | 36     | 114   |
| 2     | China                | 37  | 28    | 34     | 99    |
| 3     | Italia               | 14  | 13    | 24     | 51    |
| 4     | Polonia              | 13  | 19    | 11     | 43    |
| 5     | Francia              | 11  | 3     | 3      | 17    |
| 6     | Corea del Sur        | 8   | 6     | 8      | 22    |
| 7     | Corea del Norte      | 7   | 2     | 3      | 12    |
| 8     | Kenia                | 6   | 5     | 5      | 16    |
| 9     | Alemania             | 5   | 19    | 11     | 35    |
| 10    | Ucrania              | 5   | 4     | 9      | 18    |
| 11    | Irán                 | 5   | 3     | 4      | 12    |
| 12    | Noruega              | 4   | 5     | 2      | 11    |
| 13    | Catar                | 3   | 1     | 2      | 6     |
| 14    | Chile                | 2   | 4     | 2      | 8     |
| 15    | Austria              | 2   | 2     | 2      | 6     |
| 16    | Lituania             | 2   | 1     | 2      | 5     |
| 17    | Bielorrusia          | 2   | 0     | 4      | 6     |
| 18    | Letonia              | 2   | 0     | 2      | 4     |
| 19    | Suecia               | 2   | 0     | 0      | 2     |
| 20    | Marruecos            | 1   | 7     | 1      | 9     |
| 21    | Turquía              | 1   | 5     | 4      | 10    |
| 22    | Kazajistán           | 1   | 3     | 6      | 10    |
| 22    | Venezuela            | 1   | 3     | 6      | 10    |
| 24    | Suiza                | 1   | 3     | 5      | 9     |
| 25    | Eslovenia            | 1   | 2     | 6      | 9     |
| 26    | Baréin               | 1   | 2     | 4      | 7     |
| 26    | Finlandia            | 1   | 2     | 4      | 7     |
| 28    | Argelia              | 1   | 2     | 3      | 6     |
| 29    | Estonia              | 1   | 2     | 2      | 5     |
| 30    | Estados Unidos       | 1   | 1     | 3      | 5     |
| 31    | Países Bajos         | 1   | 1     | 2      | 4     |
| 32    | Siria                | 1   | 1     | 0      | 2     |
| 33    | Bélgica              | 1   | 0     | 2      | 3     |
| 33    | Rumania              | 1   | 0     | 2      | 3     |
| 35    | Canadá               | 1   | 0     | 1      | 2     |
| 35    | Uganda               | 1   | 0     | 1      | 2     |
| 37    | Croacia              | 1   | 0     | 0      | 1     |
| 37    | Dinamarca            | 1   | 0     | 0      | 1     |
| 37    | Ecuador              | 1   | 0     | 0      | 1     |
| 40    | Grecia               | 0   | 5     | 3      | 8     |
| 41    | Túnez                | 0   | 3     | 1      | 4     |
| 42    | República Dominicana | 0   | 1     | 2      | 3     |
| 43    | Jordania             | 0   | 1     | 1      | 2     |
| 44    | Egipto               | 0   | 1     | 0      | 1     |
| 44    | Hungría              | 0   | 1     | 0      | 1     |
| 46    | India                | 0   | 0     | 3      | 3     |
| 47    | Camerún              | 0   | 0     | 2      | 2     |
| 47    | Namibia              | 0   | 0     | 2      | 2     |
| 47    | Sri Lanka            | 0   | 0     | 2      | 2     |
| 47    | Uruguay              | 0   | 0     | 2      | 2     |
| 51    | Argentina            | 0   | 0     | 1      | 1     |
| 51    | Pakistán             | 0   | 0     | 1      | 1     |
| 51    | Surinam              | 0   | 0     | 1      | 1     |
| 51    | Eslovaquia           | 0   | 0     | 1      | 1     |
| Total | Total                | 195 | 194   | 239    | 628   |